# Melissodes panamensis
Melissodes panamensis là một loài Hymenoptera trong họ Apidae. Loài này được Cockerell mô tả khoa học năm 1928.